# Нора (Илиноис)
Нора (енгл. Nora) град је у америчкој савезној држави Илиноис.

## Демографија
По попису из 2010. године број становника је 121, што је 3 (2,5%) становника више него 2000. године.
| Група             | 2000.        | 2010.       |
| Белци             | 118 (100,0%) | 116 (95,9%) |
| Афроамериканци    | 0 (0,0%)     | 0 (0,0%)    |
| Азијати           | 0 (0,0%)     | 0 (0,0%)    |
| Хиспаноамериканци | 0 (0,0%)     | 3 (2,5%)    |
| Укупно            | 118          | 121         |